# Антман, Оливер
Оливер Антман (фин. Oliver Antman; родился 15 августа 2001 года, Вантаа) — финский футболист, полузащитник шотландского клуба «Рейнджерс» и сборной Финляндии.

## Клубная карьера
Антман — воспитанник клуба «Гнистан». 28 апреля 2018 года в матче против МюПа-47 он дебютировал в Какконен. 20 июня в поединке против «Вааякоски» Оливер забил свой первый гол за «Гнистан». В 2018 году Антман перешёл в датский «Норшелланн». 30 марта 2019 года в матче против «Мидтьюлланна» он дебютировал в датской Суперлиге. 19 февраля 2020 года в поединке против «Хорсенс» Оливер забил свой первый гол за «Норшелланн».
31 января 2023 года перешёл на правах аренды в нидерландский «Гронинген» до конца сезона 2022/23.
13 августа 2024 года перешёл в нидерландский «Гоу Эхед Иглз», подписав трёхлетний контракт до середины 2027 года.

### «Рейнджерс»
4 августа 2025 года стал игроком шотландского клуба «Рейнджерс», подписав четырёхлетний контракт. Сумма трансфера составила 6 млн евро. 6 августа дебютировал в матче Лиги чемпионов УЕФА против чешской «Виктории» (3:0). В первом тайме Антман заработал пенальти, который реализовал Сирил Дессерс, а во второй тайме отдал голевой пас на Джейди Гассама.

## Достижения
«Гоу Эхед Иглз»
- Обладатель Кубка Нидерландов: 2024/25[нидерл.]